# GAK (album)
GAK è un album del musicista Richard D. James pubblicato nel 1994 dalla Warp Records con lo pseudonimo GAK.
L'album è stato pubblicato sia in versione vinile 12 pollici che in versione CD, ed è una raccolta di demo precedenti l'arrivo di James alla Warp Records.

## Tracce
1. GAK I – 6:36
2. GAK II – 6:10
3. GAK III – 5:23
4. GAK IV – 6:02